# Richard Köhn
Richard Köhn war ein deutscher Politiker und von 1945 bis 1950 Bürgermeister von Pinneberg.

## Leben
SPD-Mitglied Köhn brachte sich bereits vor der Machtergreifung der Nationalsozialisten 1933 in die Politik in Pinneberg ein und war Stadtrat.
Am 14. Dezember 1945 wählte ihn die Ratsversammlung zum Bürgermeister der Stadt, zu diesem Zeitpunkt befand sich Köhn bereits im Rentenalter. Er blieb bis 1950 im Amt. Nach Köhn wurde in Pinneberg eine Straße benannt.